# Rebecca Hayman
Rebecca Hayman, tidigare Lundberg, född 1 oktober 1965 i Göteborg, är en svensk skådespelare. Hon är dotter till skådespelaren Inger Hayman.
Hon utbildades vid Göteborgs scenskola och har arbetat på Backa teater. Hon har varit anställd på Göteborgs Stadsteater och numera även på Regionteater Väst. Förutom att hon medverkat i en mängd teaterföreställningar, har hon synts i ett antal TV-filmer och serier, däribland Rena rama Rolf, Orka! Orka! och Hem till byn.

## Filmografi
- 1995 – Rena rama Rolf (TV-serie)
- 1996 – En fyra för tre (TV-serie)
- 1996 – Gisslan
- 1997 – Älskade Lotten (TV-serie)
- 1997 – Änglarna sover (TV-serie)
- 2001 – Sjätte dagen (TV-serie)
- 2001 – Kommissarie Winter (TV-serie)
- 2002 – Familjen (TV-serie)
- 2004 – Orka! Orka! (TV-serie)
- 2006 – Hem till byn (TV-serie)